# Atherigona tritici
Atherigona tritici este o specie de muște din genul Atherigona, familia Muscidae, descrisă de Adrian C. Pont și Deeming în anul 2001.
Este endemică în Egipt. Conform Catalogue of Life specia Atherigona tritici nu are subspecii cunoscute.